# Katalog datierter Handschriften
Der Katalog der datierten Handschriften (französisch: Catalogue des manuscrits datés) ist ein internationales mediävistisches Repertorium der Handschriften in lateinischer Schrift, die ein Datum, einen Schreibernamen oder einen Entstehungsort aufweisen.
Das Fach Schriftgeschichte (Paläografie) als historische Hilfswissenschaft stand seit je vor dem Problem, dass den meisten Buchhandschriften des Mittelalters Angaben zu Zeit und Ort ihrer Herstellung fehlen. Auch benutzten die Forschenden seit je verschiedene Schriftbezeichnungen. Es fehlte eine allgemein anerkannte Norm, welche auch zur Beschreibung und Datierung undatierter Texte verwendbar war. An der École nationale des chartes in Paris reifte die Idee, datierte Handschriften zu katalogisieren und in Tafelwerken abzubilden. Man definierte datierte Handschriften als Texte, die mit Ort, Zeit oder Schreibernamen versehen sind, als Vergleichsmaterial für die Erforschung undatierter Texte.
Nach Vorarbeiten in den Seminaren von Charles Samaran (1879–1982) und seinem Nachfolger Robert Marichal (1904–1999), eminente französische Paläographen, Professoren an der École nationale des chartes in Paris, wurde ein Comité international de paléographie latine (CIPL) gegründet. Dieses veranstaltete dort 1953 das erste internationale Kolloquium zum Thema. Außer den französischen Veranstaltern nahmen aus den deutschsprachigen Ländern Bernhard Bischoff (1906–1991, München), Heinrich Fichtenau (1912–2000, Wien) und Albert Bruckner (1904–1985, Basel) teil. Aus weiteren europäischen Ländern beteiligten sich: aus Belgien François Masai (1909–1979), aus Spanien José López de Toro (1897–1972), aus Großbritannien Theodore Cressy Skeat (1907–2003), aus Italien Franco Bartoloni († 1956), aus den Niederlanden Gerard Isaac Lieftinck (1902–1994) und aus dem Vatikan Giulio Battelli (1904–2005). Sie beschlossen die Publikation von nationalen Katalogen datierter Buchhandschriften vom Anfang des Mittelalters bis zum Jahr 1550 oder 1600. Als Datierung wurde auch die Nennung eines Schreibernamens oder eines Schreibortes akzeptiert. Von jeder dieser Handschriften sollte je eine Abbildung womöglich in Originalgrösse publiziert werden, um der Handschriftenforschung als Vergleichsbasis zu dienen.

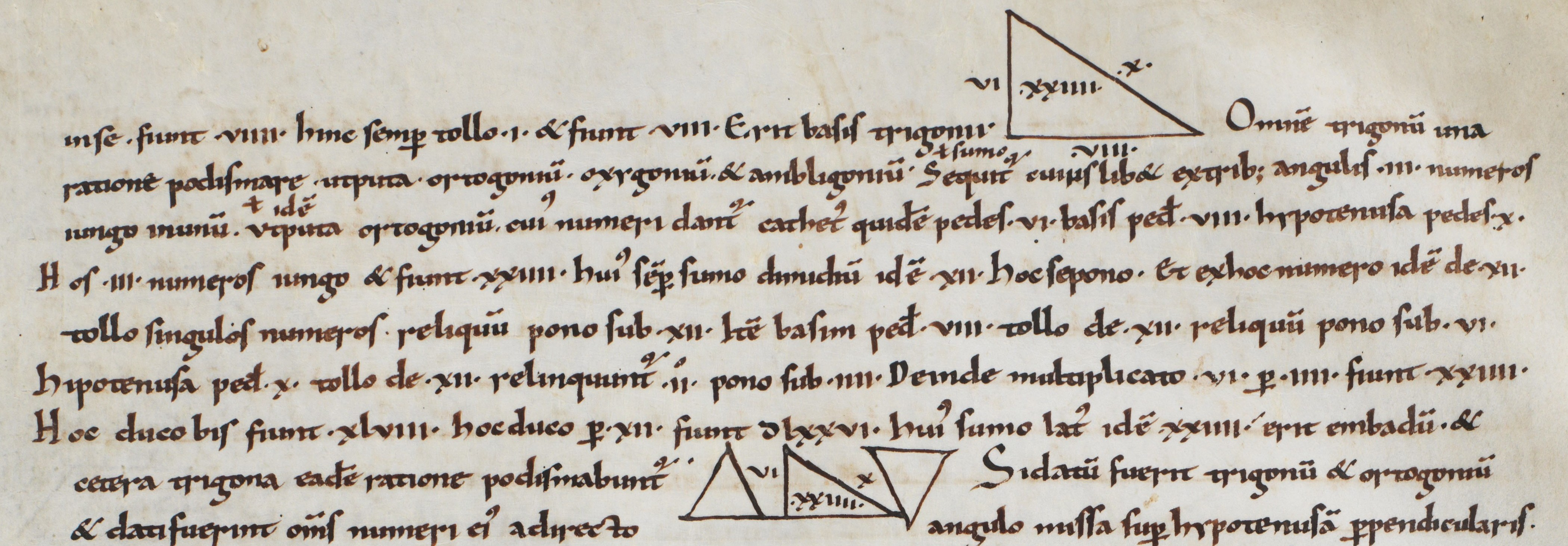
Text über rechtwinklige Dreiecke, mit Figur mit den Seitenverhältnissen 6:8:10 (in römischen Zahlen), enthält in Auszügen Texten der römischen Landvermesser; Pergamenthandschrift, geschrieben im Kloster Luxeuil (Vogesen) vom Schreiber Constantius im Jahr 1004.

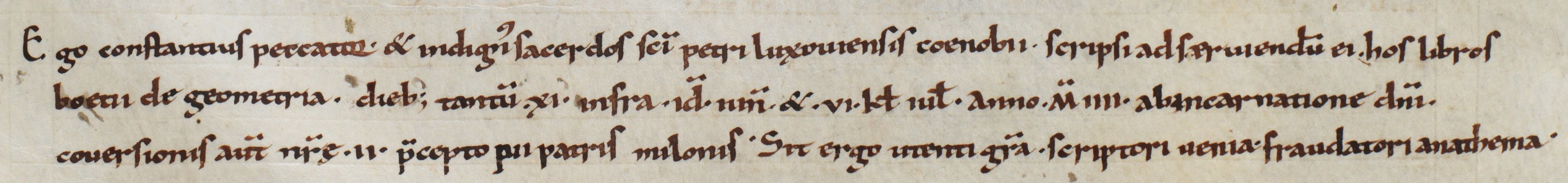
Kolophon des Schreibers Constantius mit Datierung und Bücherfluch auf Diebe

Beispielhaft zeigt ein handgeschriebenes lateinisches Geometrie- und Landvermesser-Lehrbuch, dass es zwischen dem 13. und dem 26. Juni 1004 geschrieben worden ist. Der Schreiber Constantius, ein Priester des Sankt Peter-Klosters in Luxeuil in den Vogesen, notiert in der Schlussschrift, im Kolophon, dass er die Arbeit innert 11 Tagen vollbracht habe. Das Lehrbuch ist in karolingischer Minuskel auf Pergament geschrieben, auf 18 Blättern im Format ca. 36,5 × 28,5 cm. Sehr schön ist auf der ersten Zeile von Blatt 10r ein Dreieck gezeichnet, das nach Pythagoras (6. Jh. vor Chr.) mit dem Seitenverhältnis von 3:4:5 rechtwinklig ist; hier mit römischen Zahlen VI, VIII und X bezeichnet; eingeschrieben ist die Zahl XXIIII (24), welche den Flächeninhalt bezeichnet. Die Handschrift gehört seit 1632 der Burgerbibliothek Bern, ein Geschenk des Berners Jakob Graviseth (1598–1658), der die berühmte Bibliothek seines Taufpaten, des Gelehrten Jacques Bongars (1556–1614) geerbt hatte. Die ganze Handschrift ist digital faksimiliert zu sehen in e-codices, das Kolophon des Schreibers Constantius mit Datierung und einem Bücherfluch auf Diebe f. 17verso. Auch im Katalog der datierten Handschriften der Schweiz ist die Handschrift verzeichnet.
Frankreich ging voran: bereits 1959 erschien der erste Band des Catalogue des manuscrits datés. Bis 1983 publizierten 8 europäische Länder bereits 24 Bände, redigiert und bearbeitet von 20 Frauen und 21 Männern, jeweils finanziert von den Akademien und Institutionen der einzelnen Länder. Im ganzen sind über 80 Bände erschienen in folgenden Ländern (Stand 2021):
- Belgien: 6 Bände in 7 Teilen, 1968–1991
- Deutschland: 7 Bände, 1984–2011
- Frankreich: 7 Bände, je in 2 Teilen, 1959–1984; Fortsetzung: Manuscrits datés des bibliothèques de France, 2 Bände seit 2000
- Großbritannien: 42 Bände in 74 Teilen, 1979–2003
- Italien: 2 Bände in 4 Teilen 1971–1982, und bisher weitere 32 Bände
- Niederlande: 2 Bände in 4 Teilen, 1964–1988
- Österreich: 8 Bände, je in 2 Teilen, 1969–1988
- Schweden: 2 Bände, 1977–1980
- Schweiz: 3 Bände, je in 2 Teilen, 1977–1991
- Vatikan: 1 Band, 2007

Daneben existieren ähnliche wissenschaftliche Unternehmen:
- die Publikation der Codices Latini Antiquiores von Elias Avery Lowe (1879–1969), welche in 12 Bänden Buchhandschriften bis zum Jahr 800 auf der Grundlage des Schriftenvergleichs dokumentieren und abbilden.
- die Chartae Latinae Antiquiores, begründet von Albert Bruckner, 1954–2018 in 114 Teilen erschienen, welche die Urkunden bis zum Hochmittelalter in Abbildungen publizieren.
- das Werk Colophons de manuscrits occidentaux des origines au XVIe siècle verzeichnet die eigentlichen Schreibernotizen (meist am Schluss eines Buchtextes), herausgegeben von den Benediktinern von Le Bouveret im Wallis in 6 Bänden und von 1965 bis 1982 publiziert, verzeichnend 23774 Kolophone mit Registern.
- Les manuscrits grecs datés des XIIIe et XIVe siècles conservés dans les bibliothèques publiques de France, 2 Bände, 1989.